# 摇啊摇，摇到外婆桥
《摇啊摇，摇到外婆桥》（英語：Shanghai Triad），中國電影，由张艺谋执导，巩俐、李保田等主演的一部以1930年代上海滩为背景的电影。其主要剧情取材于李晓小说《门规》。电影名称来自片中出现的一首中国著名的同名童谣。

## 劇情
十四歲唐水生來到上海，企圖賺錢回農村開豆腐坊。他在上海灘最有名的大歌星小金寶身邊工作，常遭到欺侮。
小金寶暗地裡和二爺私通，二爺與余胖子欲暗殺唐老大，結果失敗，唐老大帶著小金寶、水生和師爺逃到孤島避難，孤島上只有一戶人家，住著翠花嫂和十二歲的女兒阿嬌。之後二爺來到島上，於是唐老大指揮手下活埋小金寶和二爺，翠花嫂。
第二天，唐老大帶著水生和小阿嬌坐船返回上海灘，唐老大準備將小阿嬌培養成新的小金寶。

## 改編電視劇
由该电影改编的電視劇作品《像火花像蝴蝶》於2013年首映。

## 评价
上海作家王安忆批评主创团队对老上海舞女缺少了解，小金宝角色的刻画脱离了历史真实。上海作家淳子称，尽管张艺谋当时在徐家汇藏书楼查阅了很多老上海的资料，“但是因为骨子里没有这些，所以最后就拍不出那种感觉”。上海作曲家陈钢批评称，电影歪曲了上海的形象，把上海描绘成“流氓加舞女”，张艺谋的很多电影都受到了爱德华·萨义德东方主义的影响。